# Tomorrow Never Dies (chanson)
Cet article concerne la chanson. Pour le film, voir Demain ne meurt jamais.
Singles de Sheryl Crow
Home
(1997) My Favorite Mistake
(1998)
Chansons de James Bond
GoldenEye
(1995) The World Is Not Enough
(1999)
Tomorrow Never Dies est un single de Sheryl Crow, servant de générique d'entrée au film de James Bond Demain ne meurt jamais (Tomorrow Never Dies) sorti en 1997.

## Création
La chanson du générique d'entrée a été choisie après une sorte de « compétition » entre divers artistes comme Saint Etienne, Sheryl Crow, Pulp, Marc Almond et David Arnold. La chanson de ce dernier, logiquement intitulée "Tomorrow Never Dies", est chantée par k.d. lang et s'inscrit dans la lignée des John Barry/Shirley Bassey de la saga. Mais les producteurs préfèrent la chanson de l'américaine Sheryl Crow, plus connue à l'époque. La version de David Arnold est cependant conservée, renommée "Surrender" et utilisée comme générique de fin.

## Track listing
CD single
1. Tomorrow Never Dies (Sheryl Crow, Mitchell Froom) – 4:47
2. Strong Enough (Bill Bottrell, David Baerwald, Crow, Kevin Gilbert, Brian MacLeod, David Ricketts) – 3:10

CD single 
1. Tomorrow Never Dies (Crow, Froom) – 4:47
2. The Book (Crow, Jeff Trott) – 4:34
3. No One Said It Would Be Easy (Bottrell, Crow, Gilbert, Dan Schwartz) – 5:29
4. Ordinary Morning (Crow) – 3:55

## Distinctions
La chanson est nommée dans la catégorie meilleure chanson originale lors de la 55e cérémonie des Golden Globes en 1998, ainsi qu'aux Grammy Awards 1999 dans la catégorie meilleur titre écrit pour la télévision, le cinéma ou un programme spécial. À chaque fois, la chanson est battue par "My Heart Will Go On" de Céline Dion.

## Critique
Jim Farber d'Entertainment Weekly est assez négatif sur la chanson, expliquant que « la musique de Crow est plutôt juste, mais sa voix fragile manque de la qualité d'opéra des meilleurs interprètes des Bond, comme Shirley Bassey, Tom Jones, ou même Melissa Manchester. Tomorrow Never Dies ne devrait être pour ses oreilles seulement ». Il ajoute que le choix de Crow était le pire depuis a-ha et le titre The Living Daylights pour Tuer n'est pas jouer.
Le magazine Rolling Stone est tout aussi critique, et pense que le son de k.d. lang était bien meilleur.

## Positions dans lescharts
| Classement / pays (1997)         | Meilleure position |
| -------------------------------- | ------------------ |
| Australie (ARIA Charts)          | 65                 |
| Allemagne (Media Control Charts) | 52                 |
| Japon (Oricon)                   | 28                 |
| Pays-Bas (Mega Top 100)          | 43                 |
| Suisse (Swiss Music Charts)      | 12                 |
| Royaume-Uni (UK Singles Chart)   | 12                 |